# 나카미치정
나카미치정(中道町)은 야마나시현 히가시야쓰시로군에 존재했던 정이다.
2006년 3월 1일, 가미쿠이시키촌 일부 지역과 함께 고후시에 편입되면서 소멸하였다.
헤이세이의 대합병 이전의 야마나시현에 있어서의 마을 중에서 시라네정, 구시가타정, 고니시정, 시키시마정, 우에노하라정, 하쿠슈정, 카와구치코정과 함께 얼마 안되는 「마치」이라고 읽는 자치체였다.(이 7쵸도 합병으로 소멸했지만, 가와구치코정만은 후지카와구치코정이 되어 현재도 현내에서 유일하게 「마치」를 자칭하고 있다.)

## 역사
- 1955년 3월 1일 - 우바구치촌, 가시와촌이 합병해 성립하였다.
- 2006년 3월 1일 - 주오시에 편입되었다. 동일 나마미치정은 폐지되었다.

## 교통

### 도로
- 주오 자동차도
- 국도 140호선
- 국도 358호선